# Insomnia (더 하이에이터스의 음반)
『Insomnia』(인섬니아)는 2009년 11월 18일에 발매한 더 하이에이터스의 1번째 EP(싱글)이다. 일본 내 시디번호는 FLCF-4309이며 한국에서는 발매된 바 없다.

## 개요
더 하이에이터스의 첫 번째 싱글이며 공식 "EP"로 발매되었다. 이 앨범은 호소미와 호리에가 공동 프로듀스, 작사는 호소미가 했으며 이번 작품 모든 음악의 작곡은 더 하이에이터스로 되어 있다. 자켓의 일러스트는 Admir Jahic가 디자인은 BALCOLONY.가 했다.
2009년 11월 30일 경 오리콘 차트에서는 야마시타 토모히사나 아라시, EXILE과 같은 쟁쟁한 아티스트가 많음에도 불구, 약 3만장이 팔려 5위라는 성과를 기록했다.
이 CD는 수록곡 전체가 영어 가사이므로 외국곡으로 분류되어 있어, 일본 내 CD 대여점에서는 발매일로부터 1년 정도 지나야 접할 수 있다.

## 수록곡
1. Insomnia（4:06） - 세이겐 토쿠자와(徳澤青弦)가 스트링 어레인지로 레코딩에 참가함.
2. Curse Of Mine（3:47）
3. Antibiotic（6:04） - PV로 제작됨

## 레코딩 구성원
- 호소미 타케시(細美武士) / 보컬・기타(M-1, 2), 보컬(M-3)
- masasucks / 기타(M-1, 2, 3)
- 우에노 코지(ウエノコウジ) / 베이스 (M-1, 2, 3)
- 카시쿠라 타카시 / 드럼・프로그래밍(M-1, 2, 3)
- 이치세 마사카즈(一瀬正和) / 드럼・퍼커션(M-3)
- 호리에 히로히사(堀江博久) / 키보드(M-1, 2), 신시사이저(M-3)
- 이자와 이치요(伊澤一葉) / 피아노(M-3)

그 외, M-1에서 세이겐 토쿠자(첼로 담당)를 포함한 다수가 스트링 어레인지로 참가